# 亀山市立亀山東小学校
亀山市立亀山東小学校（かめやましりつ かめやまひがししょうがっこう）は、三重県亀山市本町一丁目にある公立小学校。
1963年（昭和38年）、亀山市立亀山小学校（その後の亀山市立亀山西小学校）から独立して三重大学学芸学部附属亀山小・中学校の跡地に開校した。敷地内南側には校庭と接続された陰涼寺山がある。

## 歴史

### 校地の歴史
- 1904年（明治37年）4月 - 鈴鹿郡亀山町の陰涼寺山北側に三重県女子師範学校が開校。
- 1943年（昭和18年）4月 - 女子師範学校が国立の専門学校となり、三重師範学校女子部と改称。(男子部は三重県津市)
- 1949年（昭和24年）5月 - 三重大学三重師範学校亀山分校と改称。
- 1950年（昭和25年）3月 - 三重大学三重師範学校亀山分校を廃止。亀山分校附属の小・中学校は三重大学学芸学部の附属となる。
- 1952年（昭和27年）5月 - 不慮の火災により全焼。
- 1953年（昭和28年）11月 - 前年の火災により焼失した校舎が再建竣工。
- 1963年（昭和38年）3月 - 三重大学学芸学部附属亀山小・中学校が廃止され、津市の三重大学教育学部附属小学校・中学校に統合。

### 亀山東小学校
- 1963年（昭和38年）4月 - 三重大学学芸学部附属亀山小・中学校跡地に亀山市立亀山小学校（その後の亀山市立亀山西小学校）から分離独立して亀山市立亀山東小学校が創立。
- 1964年（昭和39年）3月 - 給食室を増築。
- 1966年（昭和41年）8月 - プールが完成。
- 1974年（昭和49年）5月 - 屋内運動場が完成。
- 1975年（昭和50年）3月 - 旧第2校舎を焼失。
- 1988年（昭和63年）1月 - 給食調理室の改築工事が完成。
- 1990年（平成2年）9月 - 飼育小屋を設置。
- 1994年（平成6年）10月 - 中庭に観察池を設置。